# Sipylus truncaticornis
Sipylus truncaticornis är en insektsart som beskrevs av William D. Funkhouser 1936. Sipylus truncaticornis ingår i släktet Sipylus och familjen hornstritar. Inga underarter finns listade i Catalogue of Life.